# Boesenbergia lysichitoides
Boesenbergia lysichitoides là một loài thực vật có hoa trong họ Gừng. Loài này được S.Sakai & Nagam. mô tả khoa học đầu tiên năm 2006.